# Варна (ТЭЦ)
«Варна» (болг. Варна) — теплоэлектроцентраль в селении Езерово на окраине города Варна, Болгария.

## История
Тепловая электростанция спроектирована при помощи СССР. Её проект разрабатывался софийским проектным институтом «Енергопроект» при участии советских специалистов. Строительство началось в 1964 году в соответствии с 4-м пятилетним планом развития народного хозяйства НРБ и было завершено в 1969 году - 22 августа 1969 года станция была официально введена в эксплуатацию.
В 1971 году мощность ТЭС составляла 630 кВт. В 1974—1978 годах ТЭЦ была реконструирована и расширена.
В 2006 году мощность ТЭЦ составляла 1260 МВт.